# Papago Park

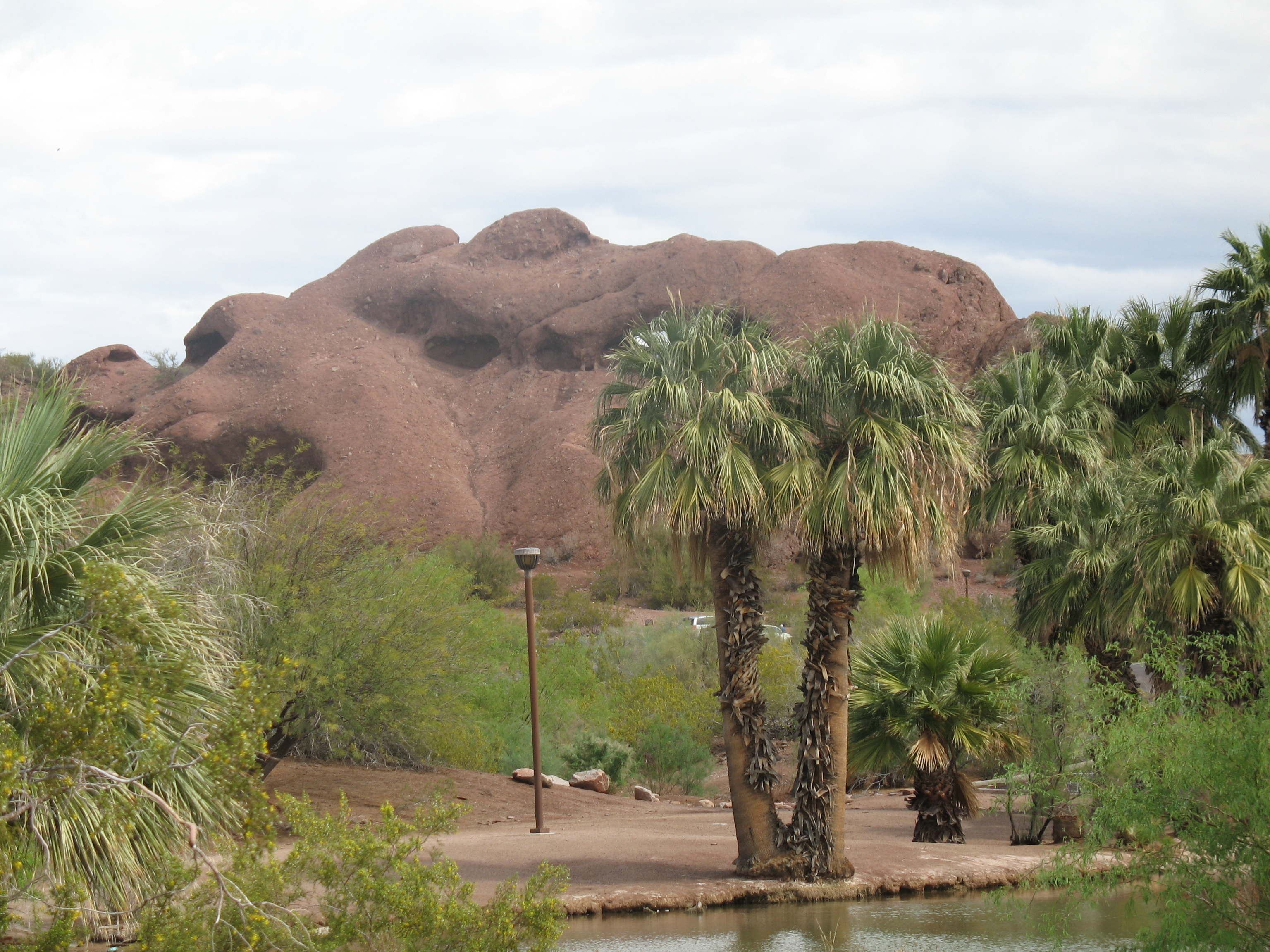
Papago Park in Phoenix, Arizona

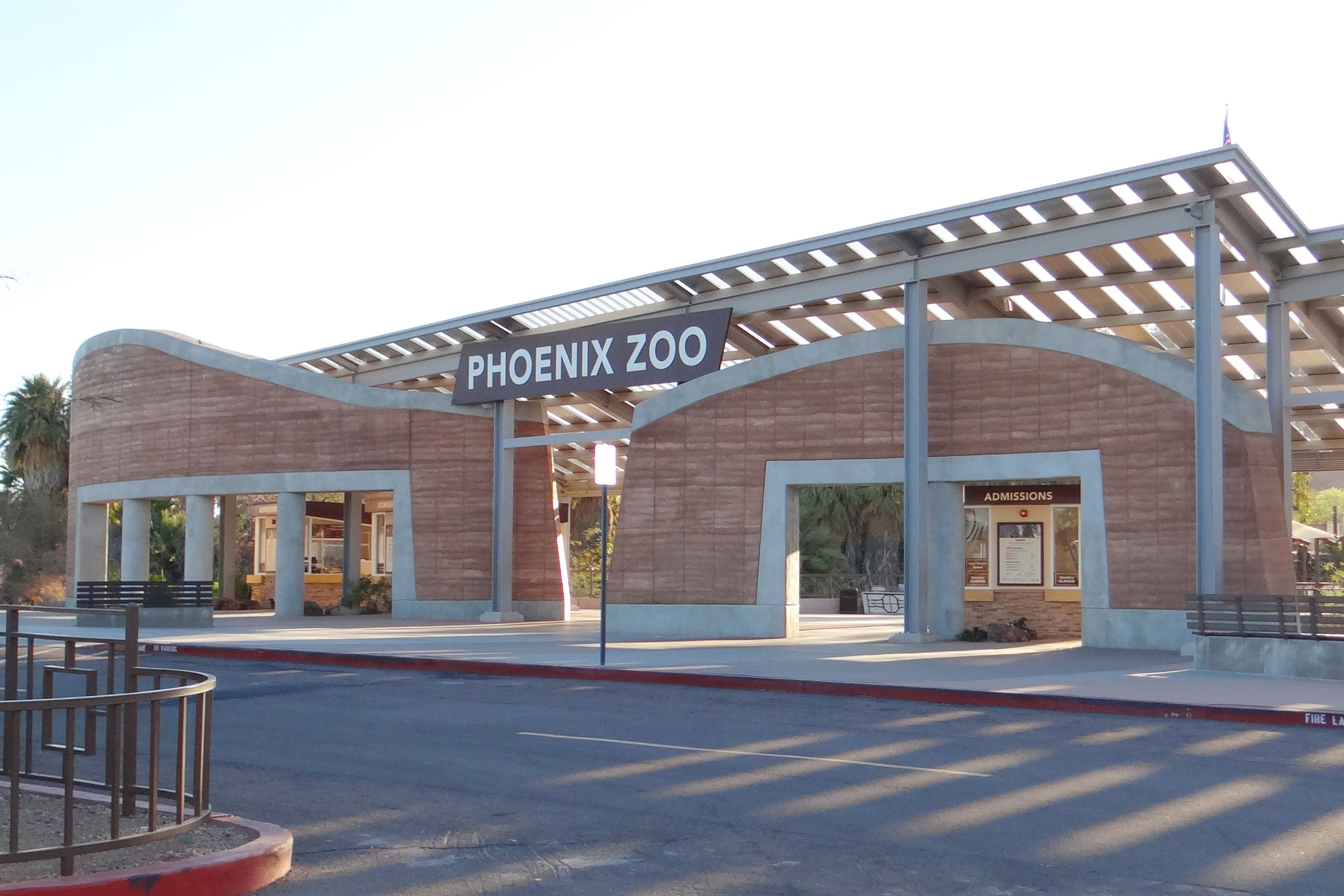
Eingang zum Zoo von Phoenix in Papago Park

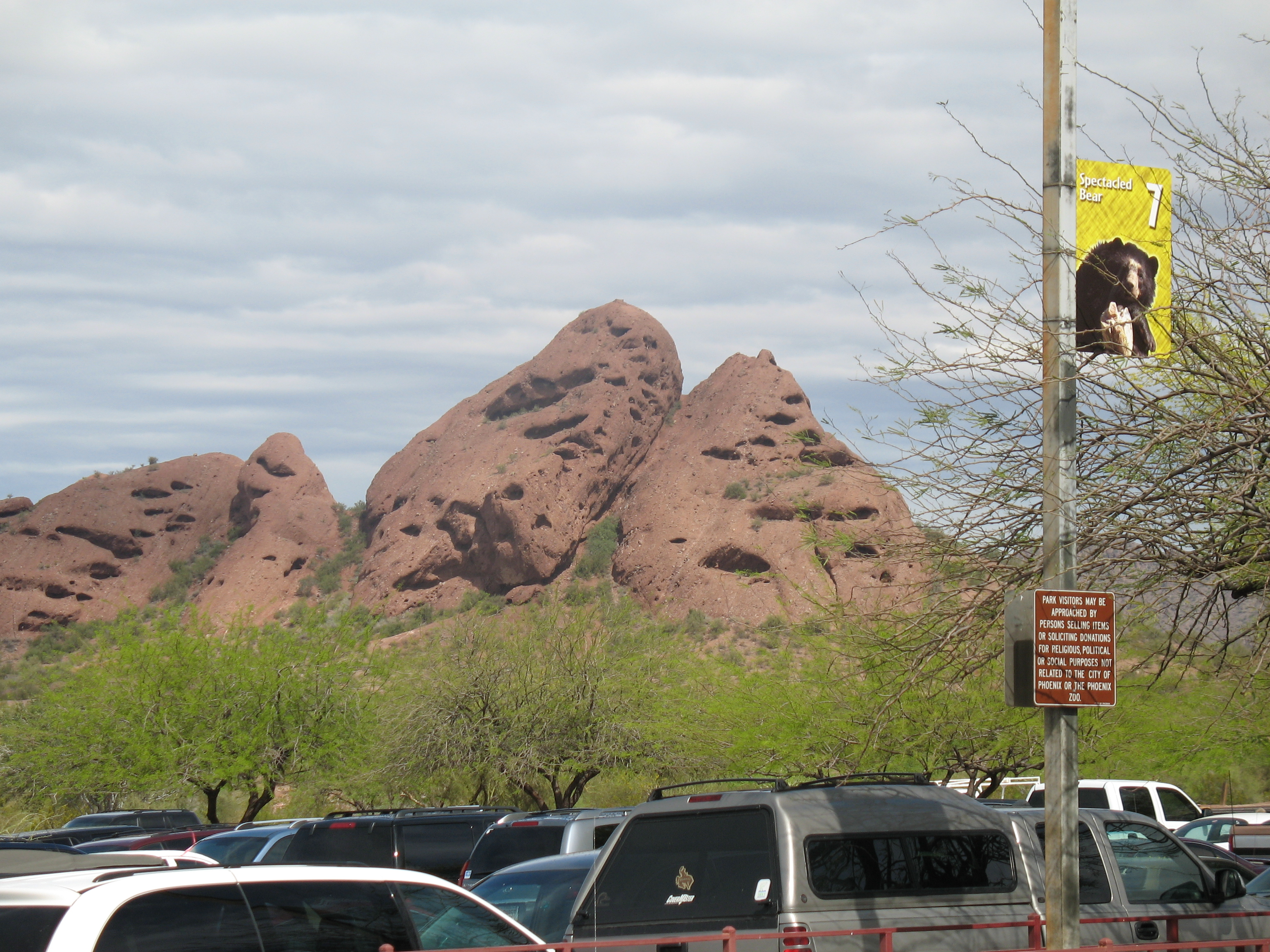
Aussicht am Eingang zum Zoo

Papago Park ist ein Stadtpark zwischen den Städten Tempe, Scottsdale und dem östlichen Stadtrand von Phoenix in Arizona. 486 Hektar (1200 acre) gehören der Stadt Phoenix und 120 Hektar (296 acre) der Stadt Tempe, deren Anteil offiziell auch Tempe Papago Park genannt wird.
Papago Park ist ein hügeliger Wüstenpark, der in der Gegend für seine auffälligen geologischen Formationen bekannt ist und in dem einige typische Wüstenpflanzen vorkommen, darunter der Riesenkaktus Carnegiea gigantea. Auf dem Parkgelände befinden sich ein Wüstenbotanischer Garten (Desert Botanical Garden), der Zoo von Phoenix Zoo, Picknickbereiche, mehrere kleine künstliche Seen, Wanderwege, Radwege, ein Feuermuseum und Hunt's Tomb, eine pyramidenförmige Grabstätte, die der erste Gouverneur von Arizona, George W. P. Hunt, zunächst für seine verstorbene Frau errichten ließ, neben der er dann aber auch selbst bestattet wurde. In Tempe Papago Park gibt es darüber hinaus Baseball- und Softball-Plätze, an der Grenze zwischen beiden Parkteilen zudem einen Golfplatz, Rolling Hills Golf Course.
Das Gebiet des Parks überschneidet sich in Teilen mit dem ehemaligen Kriegsgefangenenlager des Zweiten Weltkrieges Camp Papago Park, das aber teils mit Wohnhäusern überbaut wurde, teils noch heute als Militärgelände der Arizona Army National Guard dient.